# Bentivogliov oltar
Bentivogliov oltar je oltarna slika italijanskega renesančnega slikarja Lorenza Coste starejšega iz avgusta 1488. Razstavljena je v Bentivogliovi kapeli  v cerkvi San Giacomo Maggiore v Bologni v Italiji.
Naročil jo je Giovanni II. Bentivoglio, bolonjski gospodar, v zahvalo za pobeg družine pred poskusom pokola družine Malvezzi.

## Opis
Slika je veliko delo, ki ga je naslikal Costa, ki je ustvaril tudi drugi dve deli na stenah kapele, Zmagoslavje slave in Zmagoslavje smrti. Delo je bilo naročeno v zahvalo, ker ste se izognili nevarnosti zarote, ki jo je skovala družina Malvezzi.
V delu, umeščenem v razkošno renesančno arhitekturo, je marmornat oltar z bogatim frizom, ki na najvišji stopnici nosi prestol, na katerem sedi Marija z otrokom. Ob straneh klečita mož in žena darovalca, Giovanni II. Bentivoglio in Ginevra Sforza. V ospredju in stoji enajst njunih otrok (pet jih je umrlo v povojih). 
Na levi je sedem hčera (z leve Camilla, Bianca, Francesca, Violante, Laura, Isotta in Eleonora) na desni štirje dečki (z leve Ermete, Alessandro, Anton Galeazzo in končno Annibale, najstarejši). Od likov, upodobljenih na freski, se spominjamo Camille in Izolde, ki sta bili nuni v samostanu Corpus Domini; Francesca Bentivoglio, poročena z Galeottom Manfredijem in kriva uksoricida; Violante Bentivoglio (bodoča žena Pandolfa IV. Malatesta, zadnjega gospodarja Riminija); Ermes Bentivoglio, otrok v času portreta, ki ga je bolonjski kronist kasneje opisal kot vzkipljivega in perverznega, celo »zverskega«, zaradi pokola, ki ga je leta 1501 izvedel nad družino Marescotti; Antongaleazzo Bentivoglio, upodobljen v obleki prelata, apostolskega protonotarja, ki ni dobil želenega kardinalskega klobuka, časti, ki mu jo je papež zavrnil; Annibale II. Bentivoglio, poročen z Lucrezio d'Este, ki se je po smrti Janeza II. in izgnanstvu njegove družine skupaj z bratom Ermesom zaman poskušal vrniti v Bologno.